# The Wrong Woman (film 1915)
The Wrong Woman è un cortometraggio muto del 1915 diretto da Richard Ridgely.

## Produzione
Il film fu prodotto dalla Edison Company.

## Distribuzione
Distribuito dalla General Film Company, il film - un cortometraggio in tre bobine - uscì nelle sale cinematografiche degli Stati Uniti il 21 maggio 1915.